# الدوري الإنجليزي لكرة القدم 1936–37
الدوري الإنجليزي لكرة القدم 1936–37 (بالإنجليزية: 1936–37 Football League)‏ هو موسم من دوري كرة القدم الإنجليزي. فاز فيه مانشستر سيتي.